# Volker Mudrow
Volker „Mu“ Mudrow (* 30. Juni 1969 in Bortfeld) ist ein ehemaliger deutscher Handballspieler und derzeitiger -trainer.

## Vereinskarriere
Mudrow begann mit dem Handball beim MTV Braunschweig, spielte dann bei der SG VfL/BHW Hameln, dem TuS Nettelstedt, TBV Lemgo und beim VfL Gummersbach. Verletzungsbedingt musste er seine Spielerkarriere beenden.

## Nationalmannschaft
Für die deutsche Nationalmannschaft bestritt Volker Mudrow 19 Länderspiele, in denen er 21 Treffer erzielte. Er belegte mit der Nationalmannschaft den 6. Platz bei der Weltmeisterschaft 1993.

## Trainerkarriere
Nachdem Volker Mudrow nach einer schweren Knieverletzung seine aktive Karriere beenden musste, übernahm er 1998 den vakanten Trainerposten beim MTV Braunschweig, den er von der Verbandsliga in die Regionalliga führte.
Im November 2001 übernahm er für die restlichen 24 Saisonspiele das Traineramt beim Bundesligisten SG VfL/BHW Hameln als jüngster Bundesligatrainer der Geschichte des DHB. Den Abstieg aus der Bundesliga der Saison 2001/2002 konnte Mudrow nicht verhindern.
2002 wurde er Trainer beim TBV Lemgo. Mit dem TBV gewann er in der Spielzeit 2002/2003 die deutsche Meisterschaft und 2006 den EHF-Pokal. Im Januar 2007 wurde Mudrow nach 2:12 Punkten in der Bundesligasaison 2006/2007 und dem Ausscheiden im EHF-Pokal beim TBV beurlaubt.
Im Februar 2007 übernahm er die sportliche Leitung bei der HSG Wetzlar. Sein Vertrag wurde im Januar 2009 vom Verein vorzeitig zum Saisonende 2008/2009 gekündigt, nur wenig später, im April 2009, wurde sein Vertrag in Wetzlar trotz der vereinbarten Trennung zum Saisonende, mit sofortiger Wirkung aufgelöst.
Ab dem 10. September 2009 wurde Mudrow vom TBV Lemgo als Nachfolger des beurlaubten Trainers Markus Baur eingesetzt und gewann in der gleichen Saison mit dem TBV den EHF-Pokal.
Zur Bundesligasaison 2011/2012 wechselte er zum Aufsteiger Eintracht Hildesheim. Dort wurde er am 11. Januar 2012 entlassen.
Im Dezember 2013 kehrte er als Trainer zu seinem inzwischen bis in die Verbandsliga abgestiegenen Ex-Verein MTV Braunschweig zurück. In der Saison 2014/15 konnte Mudrow mit dem MTV den Wiederaufstieg in die Oberliga feiern. 2015/16 folgte der Aufstieg in die 3. Liga.
In der Saison 2023/2024 wurde er mit dem MTV Braunschweig Meister in der Staffel Nord-Ost. 

## Privates
Mudrow ist gelernter Bankkaufmann und Physiotherapeut.
Er ist ledig und hat drei Kinder. Sein Sohn Jan spielt zurzeit in der Jugend-Nationalmannschaft und seine Tochter Karla beim SV Altencelle in der Regionalliga.

## Erfolge
Als Spieler
- Deutscher Pokalsieger 1995
- Europapokalsieger 1996

Als Trainer:
- Deutscher Meister 2003
- EHF-Pokal 2006 und 2010
- Wahl zum „Trainer der Saison 2003“

## Belege
1. ↑  Volker Mudrow (Memento vom 27. September 2007 im Internet Archive)
2. ↑  Kurzporträt von Volker Mudrow auf der Homepage vom VfL Gummersbach (Memento vom 2. März 2008 im Internet Archive)
3. ↑  www.welt.de, „Ohne Lizenz zum Primus der Liga“, 6. Oktober 2002, abgerufen am 10. April 2021
4. ↑  Homepage der SG Flensburg-Handewitt (Memento vom 24. Februar 2008 im Internet Archive)
5. ↑  www.kicker.de
6. ↑  www.sport1.de
7. ↑  www.rp-online.de
8. ↑  Mudrow neuer Handball-Coach in Hildesheim, handball-world.com am 23. Juni 2011
9. ↑  eintracht-handball.de, eingesehen am 12. Januar 2012
10. ↑  braunschweiger-zeitung.de: Volker Mudrow hilft dem MTV, eingesehen am 4. Januar 2015
11. ↑  OBERLIGA!!! (Memento vom 21. September 2016 im Internet Archive), eingesehen am 17. März 2015
12. ↑  www.welt.de, „Ohne Lizenz zum Primus der Liga“, 6. Oktober 2002, abgerufen am 10. April 2021
13. ↑  www.hsg-wetzlar.de, Volker Mudrow
14. ↑  DHB-Jugend mit Kantersieg über Polen, abgerufen am 8. Januar 2023
15. ↑  www.cz.de: Neuzugang Mudrow ist Tochter von Volker Mudrow

| Personendaten    | Personendaten                          |
| ---------------- | -------------------------------------- |
| NAME             | Mudrow, Volker                         |
| ALTERNATIVNAMEN  | Mu (Spitzname)                         |
| KURZBESCHREIBUNG | deutscher Handballspieler und -trainer |
| GEBURTSDATUM     | 30. Juni 1969                          |
| GEBURTSORT       | Bortfeld                               |